# Kis ámbráscet
A kis ámbráscet (Kogia breviceps) az emlősök (Mammalia) osztályának párosujjú patások (Artiodactyla) rendjébe, ezen belül a törpe ámbráscetfélék (Kogiidae) családjába tartozó faj.
A Kogia emlősnem típusfaja.

## Rendszertani besorolása
Egészen 1966-ig a biológusok azt hitték, hogy ez az egyetlen kis rokona a nagy ámbráscetnek (Physeter macrocephalus), míg a további vizsgálódások következtében a törpe ámbráscetet (Kogia sima) külön fajnak nyilvánították (Handley 1966, Chivers et al., 2005).

## Előfordulása

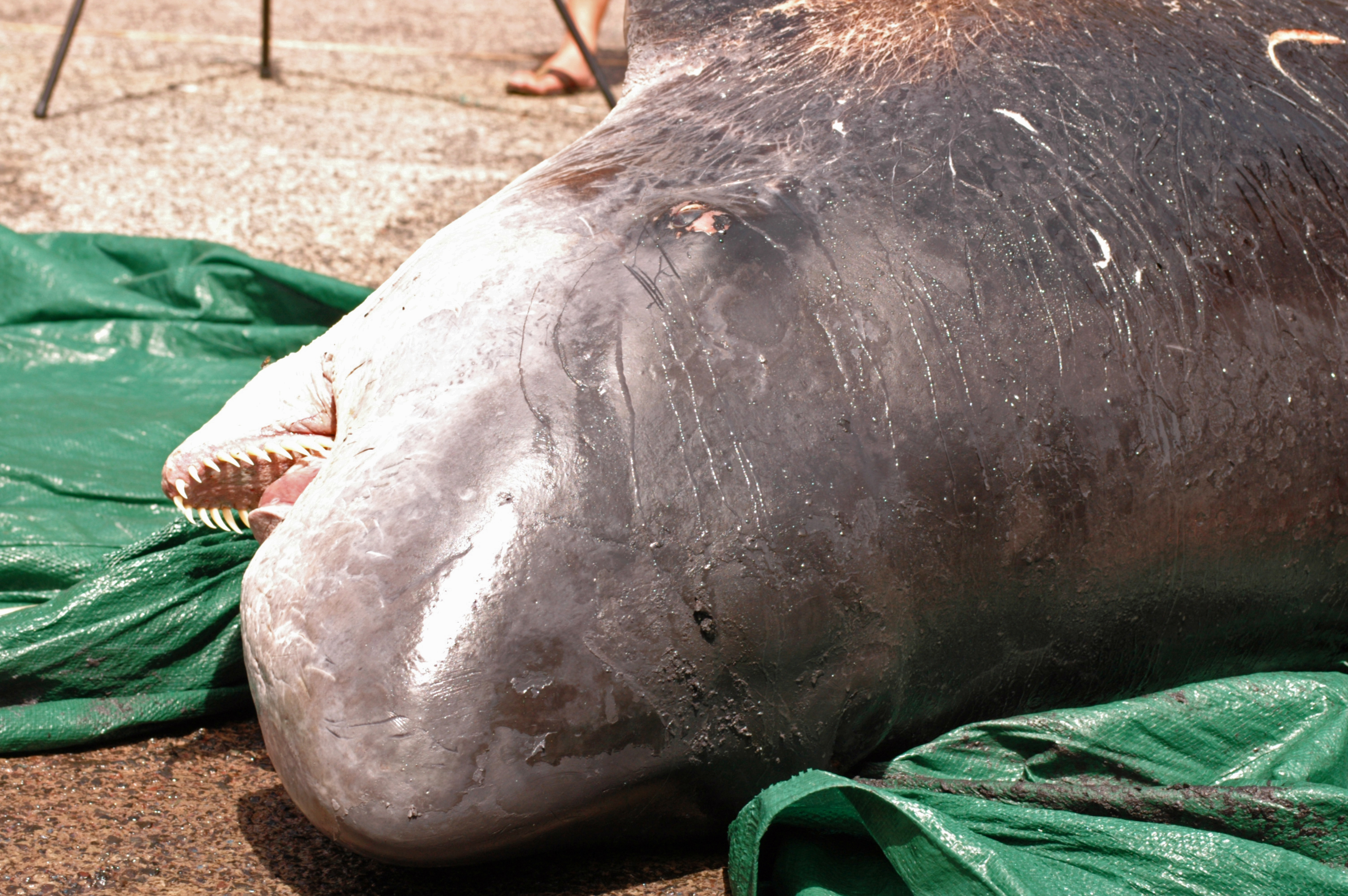
Az állat feje közelebbről

A kis ámbráscet egyaránt előfordul az Atlanti-, az Indiai- és a Csendes-óceánban is. Erről az állatról igen keveset tudunk. Az eddigi megfigyelések szerint megél a trópusokon és a mérsékelt övben is, azonban rokonától, a törpe ámbráscettől eltérőn inkább az utóbbi élőhelyet kedveli.

## Megjelenése
Ennek a ritkán látott (főleg borjas anyaállatok) kis méretű fogascetnek a hossza 3,5 méter, míg testtömege 315–400 kilogramm. Az újszülött borjak már 1,2 méteresek.

## Életmódja
A kis ámbráscet táplálékát főleg az élőhelyein levő táplálékkínálat határozza meg, például a Mexikói-öbölben főleg planktonszervezeteket fogyaszt, míg a Dél-Afrikát körülvevő vizekben, a mélyvízi fejlábúak a fő tápláléka.

## Egyéb
Ez a fogascet rajta van a Washingtoni egyezmény (CITES) 2. listáján, amely a veszélyeztetett fajokat foglalja magába.

## Rokon fajok
Ennek az állatnak a legközelebbi rokonai és a Kogia emlősnem másik fajai, a ma is élő törpe ámbráscet (Kogia sima), valamint a fosszilis Kogia pusilla.